# Báo phát thanh truyền hình

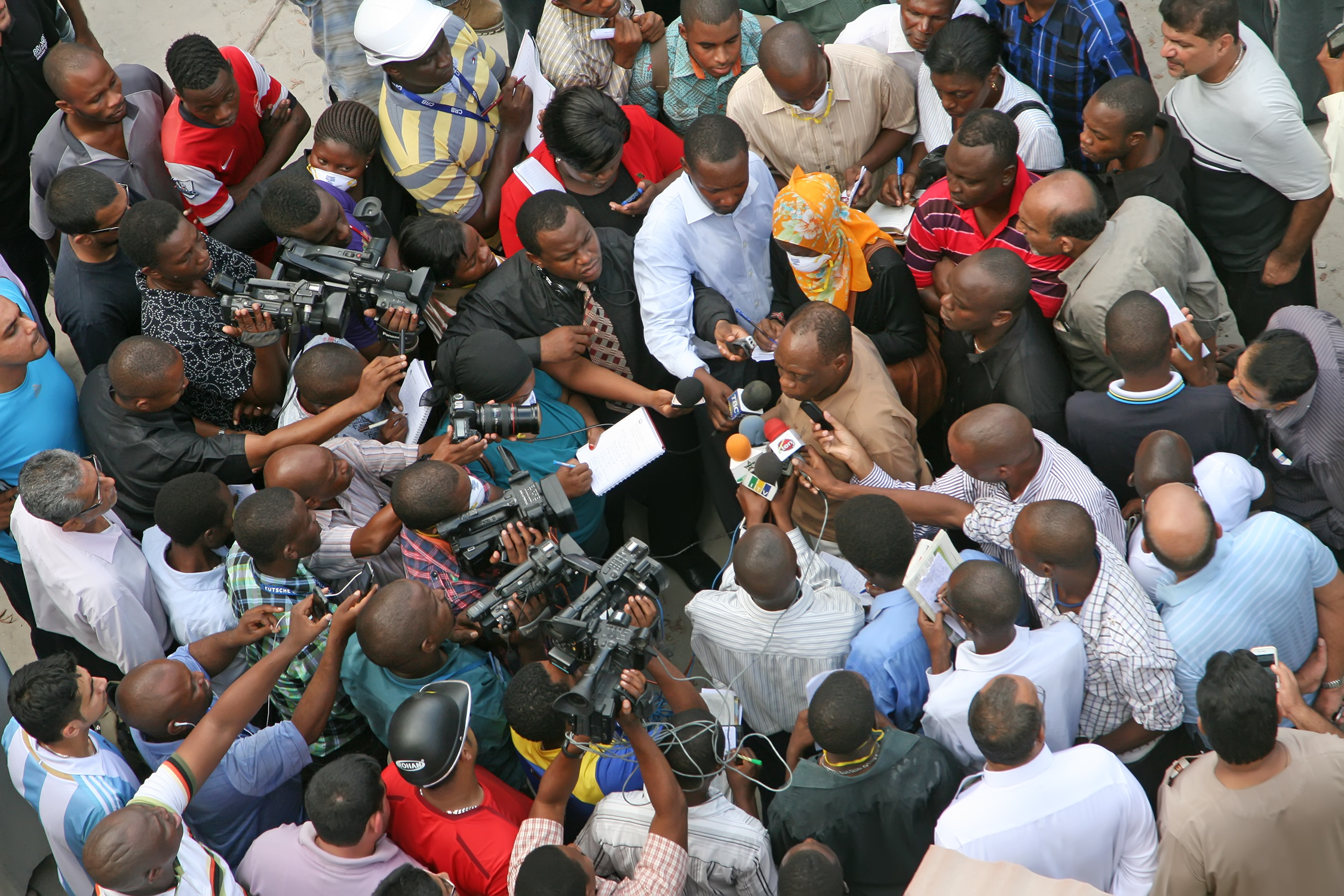
Các phóng viên báo ảnh và báo phát thanh, truyền hình đang phỏng vấn một quan chức chính phủ sau vụ sập tòa nhà tại Tanzania

Báo phát thanh truyền hình, bao gồm báo phát thanh (hay báo nói) và báo truyền hình (tức báo hình), là lĩnh vực báo chí được phát sóng thông qua các phương tiện điện tử thay vì các phương pháp cũ như là báo in và áp phích, poster. Loại hình báo chí này hoạt động trên sóng radio (qua không khí, dây cáp và mạng Internet), sóng truyền hình (qua không khí, dây cáp và mạng Internet) cũng như không gian World Wide Web. Các phương tiện truyền thông dạng này sẽ tán xạ hình ảnh (tĩnh và động), văn bản trực quan và âm thanh.

## Lịch sử
Trên thế giới, khi truyền thanh radio lần đầu được phổ cập, nó lại không được dùng như một nguồn thông tin; thay vào đó người ta nghe đài radio chỉ nhằm mục đích giải trí. Điều này bắt đầu thay đổi với sự xuất hiện của một người đàn ông tên là Edward R. Murrow. Edward Murrow là một người Mỹ du hành tới nước Anh nhằm mục đích phát tin tức về cuộc Chiến tranh thế giới thứ hai.